# Irene Piotrowski
Irene Piotrowski (Irene Maria Piotrowski, Geburtsname Macijauskaitė; * 9. Juli 1941 in Skaudvilė, Rajongemeinde Tauragė; † 13. August 2020) war eine kanadische Sprinterin litauischer Herkunft.

## Erfolge
Bei den Olympischen Spielen 1964 in Tokio erreichte sie über 100 m das Halbfinale und schied über 200 m im Vorlauf aus.
1966 gewann sie bei den British Empire and Commonwealth Games in Kingston Silber über 100 Yards sowie Bronze über 220 Yards und wurde Vierte mit der kanadischen 4-mal-110-Yards-Stafette. Im Jahr darauf holte sie bei den Panamerikanischen Spielen 1967 in Winnipeg Bronze über 100 m sowie Silber in der 4-mal-100-Meter-Staffel und wurde Vierte über 200 m.
Bei den Olympischen Spielen 1968 in Mexiko-Stadt gelangte sie über 100 m erneut ins Halbfinale. Über 200 m und in der 4-mal-100-Meter-Staffel kam sie nicht über die erste Runde hinaus.
1970 scheiterte sie bei den British Commonwealth Games in Edinburgh über 100 m im Vorlauf.
Viermal wurde sie Kanadische Meisterin über 100 m (1964, 1967–1969) und zweimal über 200 m (1967, 1969).
Sie wurde von ihrem Ehemann Heinz Piotrowski trainiert. 1993 wurde sie in die BC Sports Hall of Fame aufgenommen.

## Persönliche Bestzeiten
- 100 m: 11,40 s, 14. Oktober 1968, Mexiko-Stadt
- 220 Yards: 23,5 s, 20. August 1966, Eugene (entspricht 23,4 s über 200 m)